# Farmacia di San Marco

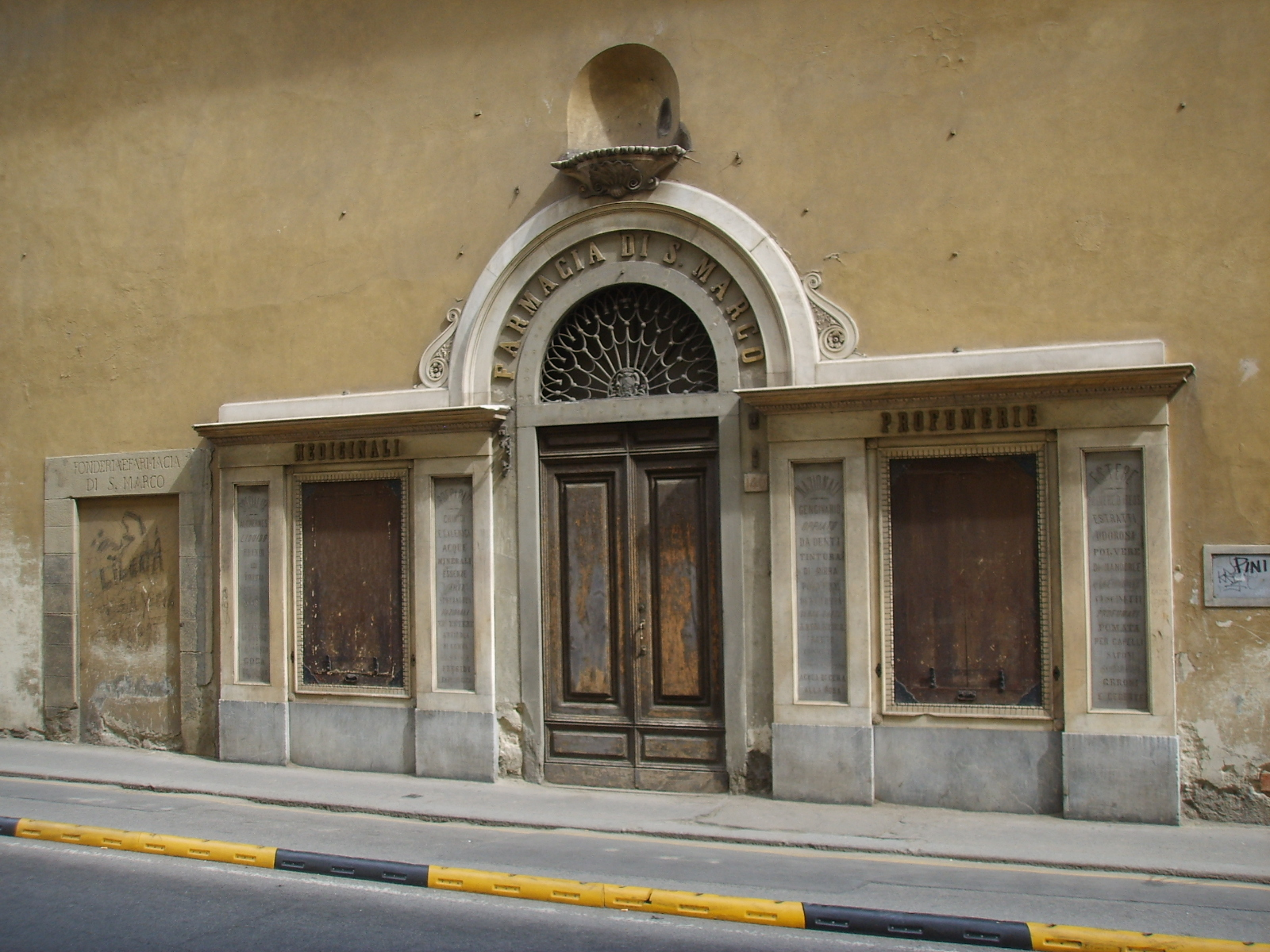
Antico ingresso della farmacia di San Marco

La Farmacia di San Marco si trova in via Cavour a Firenze, nell'antico convento di San Marco, con ingresso proprio di fronte al casino di San Marco, nei pressi del Chiostro dello Scalzo.
La farmacia fu istituita dai frati domenicani come la sua gemella Farmacia di Santa Maria Novella. Fu aperta al pubblico nel 1450 su interessamento di Cosimo de' Medici il vecchio. Fu chiusa nel 1995.
Fra i suoi prodotti più rinomati si possono ricordare:
- Gli Alchermes, apprezzati anche da Lorenzo il Magnifico
- L'acqua antisterica
- Elisir stomatico
- L'acqua di rose

I Domenicani erano stimati come persone di notevole cultura e i preparati medicinali da loro creati ispiravano fiducia. Attorno al bel portale restano ancora le insegne scolpite dei preparati in vendita, risalenti all'Ottocento, mentre sopra la porta si vedono una nicchia ed una mensola, dove era appoggiata una piccola statua in marmo raffigurante il leone di San Marco reggente un libro aperto con parole del Vangelo di San Marco ("Pax tibi Marce Evangelista meus" e " Noli timere quia Ego tecum sum"). 